# Canon EF-S 17-55mm-objectief
De Canon EF-S 17-55mm f/2.8 IS USM is een zoomobjectief gemaakt door de Japanse fabrikant Canon. Dankzij de EF-S lensvatting kan dit objectief alleen gebruikt worden op Canon EOS-camera's die zijn voorzien van een zogenaamde APS-C-sensor (1,6x crop). Dit betekent dat dit objectief het equivalent is van een full-frame-objectief met een brandpuntsafstand van tussen de 27 en 88 mm.
De EF-S 17-55mm kan gezien worden als een van de topmodellen in het EF-S-aanbod en wordt vooral geroemd om zijn snelle diafragma en 3-stops beeldstabilisatie. Wel ondervindt het objectief snel hinder van lichtschittering als er geen zonnekap wordt gebruikt.